# Bernardo Folha
Bernardo Pereira Folha (Porto, 23 marzo 2002) è un calciatore portoghese, centrocampista dell'Al-Wahda.

## Biografia
Suo padre António è un allenatore ed ex calciatore professionista.

## Carriera

### Club
Cresciuto nel settore giovanile del Porto, il 18 dicembre 2020 prolunga il suo contratto fino al 2024. Debutta in prima squadra il 15 dicembre 2021, in occasione dell'incontro di Taça da Liga vinto per 1-0 contro il Rio Ave, sostituendo Sérgio Oliveira nei minuti finali. Il 12 ottobre 2022 debutta in Champions League, disputando l'incontro vinto per 0-3 contro il Bayer Leverkusen. Il 1º febbraio 2023 debutta anche in campionato, nell'incontro vinto per 0-2 contro il Marítimo.
Nel luglio del 2024 lascia il Portogallo firmando con la squadra degli Emirati Arabi Uniti dell'Al-Wahda.

### Nazionale
Ha rappresentato le nazionali giovanili portoghesi Under-18, Under-20 ed Under-21.

## Statistiche

### Presenze e reti nei club
Statistiche aggiornate al 30 aprile 2023.
| Stagione        | Squadra         | Campionato      | Campionato | Campionato | Coppe nazionali | Coppe nazionali | Coppe nazionali | Coppe continentali | Coppe continentali | Coppe continentali | Altre coppe | Altre coppe | Altre coppe | Totale | Totale |
| Stagione        | Squadra         | Comp            | Pres       | Reti       | Comp            | Pres            | Reti            | Comp               | Pres               | Reti               | Comp        | Pres        | Reti        | Pres   | Reti   |
| --------------- | --------------- | --------------- | ---------- | ---------- | --------------- | --------------- | --------------- | ------------------ | ------------------ | ------------------ | ----------- | ----------- | ----------- | ------ | ------ |
| 2020-2021       | Porto B         | LdH             | 13         | 1          |                 | -               | -               |                    | -                  | -                  |             | -           | -           | 13     | 1      |
| 2021-2022       | Porto B         | LdH             | 29         | 2          |                 | -               | -               |                    | -                  | -                  |             | -           | -           | 29     | 2      |
| 2022-2023       | Porto B         | LdH             | 13         | 1          |                 | -               | -               |                    | -                  | -                  |             | -           | -           | 13     | 1      |
| 2023-2024       | Porto B         | LdH             | 22         | 1          |                 | -               | -               |                    | -                  | -                  |             | -           | -           | 22     | 1      |
| Totale Porto B  | Totale Porto B  | Totale Porto B  | 80         | 6          |                 | -               | -               |                    | -                  | -                  |             | -           | -           | 80     | 6      |
| 2021-2022       | Porto           | PL              | 0          | 0          | CP+CdL          | 0+1             | 0               | UCL+UEL            | 0                  | 0                  |             | -           | -           | 1      | 0      |
| 2022-2023       | Porto           | PL              | 5          | 0          | CP+CdL          | 2+4             | 0+1             | UCL                | 2                  | 0                  | SP          | 0           | 0           | 13     | 1      |
| 2023-2024       | Porto           | PL              | 0          | 0          | CP+CdL          | 0+0             | 0+0             | UCL                | 0                  | 0                  | -           | -           | -           | 0      | 0      |
| Totale Porto    | Totale Porto    | Totale Porto    | 5          | 0          |                 | 7               | 1               |                    | 2                  | 0                  |             | 0           | 0           | 14     | 1      |
| Totale carriera | Totale carriera | Totale carriera | 85         | 6          |                 | 7               | 1               |                    | 2                  | 0                  |             | 0           | 0           | 94     | 7      |

## Palmarès
- Coppa di Lega portoghese: 1

Porto: 2022-2023
- Coppa del Portogallo: 2

Porto: 2022-2023, 2023-2024